# Гогашени
Гогашени (груз. გოგაშენი) — село в Грузии, на территории Ахалкалакского муниципалитета края (мхаре) Самцхе-Джавахети.

## География
Село находится в южной части Грузии, на правом берегу реки Куры, на расстоянии приблизительно 14 километров (по прямой) к западо-юго-западу от города Ахалкалаки, административного центра муниципалитета. Абсолютная высота — 1733 метра над уровнем моря.

## Население
По результатам официальной переписи населения 2014 года, в Гогашени проживало 272 человека (138 мужчин и 134 женщины). В национальной структуре населения грузины составляли 98,5 %, армяне — 1,1 %, русские — 0,4 %.
| Год  | Население, человек |
| ---- | ------------------ |
| 2002 | 349                |
| 2014 | ↘ 272              |